# Day69
| Оценки критиков | Оценки критиков |
| Источник        | Оценка          |
| --------------- | --------------- |
| HipHopDX        | 3.7/5           |
| HotNewHipHop    | 45%             |
| Rolling Stone   | [ 4 ]           |
| Salute Magazine | [ 5 ]           |

Day69 — дебютный коммерческий микстейп американского рэпера 6ix9ine, выпущенный 23 февраля 2018 года. Микстейп содержит гостевое участие от Янг Тага, Tory Lanez, Fetty Wap, A Boogie wit da Hoodie и Offset.
В поддержку альбома было выпущено три трека: «Gummo», «Kooda» и «Keke» с участием Fetty Wap и A Boogie wit da Hoodie.

## История
20 февраля 2018 года 6ix9ine показал обложку и треклист микстейпа.

## Продвижение
Первый сингл с микстейпа Day69 под названием «Gummo» был выпущен 10 ноября 2017 года и был спродюсирован Pi’erre Bourne. Песня достигла 12-го места в американском чарте Billboard Hot 100.
3 декабря 2017 года 6ix9ine выпустили второй официальный сингл с микстейпа под названием «Kooda». Песня дебютировала под номером 61 в американском чарте Billboard Hot 100 на неделе с 23 декабря 2017 года и достигла пика под номером 50. Премьера клипа на песню состоялась на YouTube-канале WorldStarHipHop.
14 января 2018 года 6ix9ine выпустили третий официальный сингл «Keke» с американскими рэперами Fetty Wap и A Boogie wit da Hoodie. Премьера клипа состоялась на официальном YouTube-канале WorldStarHipHop 14 января 2018 года. Песня вошла под номером 63 в американском чарте Billboard Hot 100, достигнув 43 позиции в чарте от 3 февраля 2018 года.

## Коммерческие показатели
Day69 дебютировал на четвёртом месте в Billboard 200 с 55 000 единиц, эквивалентных альбому, из которых 20 000 были чистые продажи альбома.

## Список композиций
| №                   | Название                                                | Автор(ы)                                                    | Продюсер                          | Длительность |
| ------------------- | ------------------------------------------------------- | ----------------------------------------------------------- | --------------------------------- | ------------ |
| 1.                  | «Billy»                                                 | Даниэль Эрнандес Omar Gomez                                 | Beat Menace                       | 1:52         |
| 2.                  | «Gummo»                                                 | Эрнандес Andrew Green Jordan Jenks                          | Pi'erre Bourne                    | 2:37         |
| 3.                  | «Rondo» (совместно с Tory Lanez и Young Thug)           | Эрнандес Джеффри Уильямс Дейстар Петерсон Paul Penso        | Koncept P                         | 2:18         |
| 4.                  | «Keke» (совместно с Fetty Wap и A Boogie wit da Hoodie) | Эрнандес Willie Maxwell II Артист Дубоуз                    | Wizard Lee Weinberg Toopristine   | 2:31         |
| 5.                  | «93»                                                    | Эрнандес Anthony Flammia                                    | Flamm                             | 2:16         |
| 6.                  | «Doowee»                                                | Эрнандес                                                    | Phosphate                         | 2:13         |
| 7.                  | «Kooda»                                                 | Эрнандес Penso                                              | Koncept P                         | 2:22         |
| 8.                  | «Buba»                                                  | Эрнандес Danny Snodgrass, Jr. Maxwell Nichols Henry Nichols | Taz Taylor mjNichols Pharaoh Vice | 1:58         |
| 9.                  | «Mooky»                                                 | Эрнандес Flammia                                            | Flamm                             | 2:28         |
| 10.                 | «Gummo (Remix)» (совместно с Offset)                    | Эрнандес Green Jenks Киари Сэфас                            | Pi'erre Bourne                    | 3:25         |
| 11.                 | «Chocolaté»                                             | Эрнандес Flammia                                            | Flamm                             | 3:02         |
| Общая длительность: | Общая длительность:                                     | Общая длительность:                                         | Общая длительность:               | 27:02        |

| №                   | Название            | Автор(ы)            | Продюсер              | Длительность |
| ------------------- | ------------------- | ------------------- | --------------------- | ------------ |
| 12.                 | «Gotti»             | Эрнандес Flammia    | Sticksonthebeat Flamm | 2:46         |
| Общая длительность: | Общая длительность: | Общая длительность: | Общая длительность:   | 29:48        |

## Творческая группа
- Wizard Lee Weinberg — сведение, мастеринг, запись (все треки)

## Чарты
| Чарт (2018)                            | Высшая позиция |
| -------------------------------------- | -------------- |
| Австралия (ARIA)                       | 11             |
| Австралия (ARIA)                       | 4              |
| Австрия (Ö3 Austria)                   | 39             |
| Бельгия/Фландрия (Ultratop)            | 21             |
| Бельгия/Валлония (Ultratop)            | 47             |
| Канада (Canadian Albums Chart)         | 5              |
| Чехия (ČNS IFPI)                       | 5              |
| Дания (Hitlisten)                      | 26             |
| Нидерланды (Album Top 100)             | 10             |
| Финляндия (Suomen virallinen lista)    | 21             |
| Франция (SNEP)                         | 131            |
| Германия (Offizielle Top 100)          | 44             |
| Ирландия (IRMA)                        | 30             |
| Италия (Classifica album)              | 55             |
| Новая Зеландия (RMNZ)                  | 15             |
| Норвегия (VG-lista)                    | 14             |
| Швеция (Sverigetopplistan)             | 15             |
| Швейцария (Schweizer Hitparade)        | 20             |
| Великобритания (UK Albums Chart)       | 20             |
| США Billboard 200                      | 4              |
| США Top R&B/Hip-Hop Albums (Billboard) | 3              |

| Чарт (2018)                            | Позиция |
| -------------------------------------- | ------- |
| Бельгия (Ultratop Flanders)            | 120     |
| Бельгия (Ultratop Wallonia)            | 173     |
| Дания (Hitlisten)                      | 69      |
| Нидерланды (MegaCharts)                | 58      |
| Швеция (Sverigetopplistan)             | 35      |
| США Billboard 200                      | 75      |
| США Top R&B/Hip-Hop Albums (Billboard) | 40      |

## Сертификации
| Регион | Сертификация | Продажи |
| --- | ------------ | ------- |
| Канада (Music Canada) | Золотой      | 40 000  |
| Дания (IFPI Danmark) | Золотой      | 10 000  |
| Франция (SNEP) | Золотой      | 50 000  |
| Нидерланды (NVPI) | Золотой      | 20 000  |
| Норвегия (IFPI Norway) | Золотой      | 10 000* |
| Швеция (GLF) | Золотой      | 15 000  |
| Великобритания (BPI) | Серебряный   | 60 000  |
| США (RIAA) | Золотой      | 500 000 |
| * Данные о продажах приведены только на основе сертификации. · Данные о продажах + прослушиваниях приведены только на основе сертификации. |              |         |

## История релиза
| Регион    | Дата            | Формат                     | Лейбл                                 | Прим.  |
| --------- | --------------- | -------------------------- | ------------------------------------- | ------ |
| Различный | 23 февраля 2018 | Стриминг цифровая загрузка | ScumGang Records TenThousand Projects | [ 16 ] |
| Различный | 17 августа 2018 | CD винил                   | ScumGang Records TenThousand Projects | [ 54 ] |